# 海韻花園

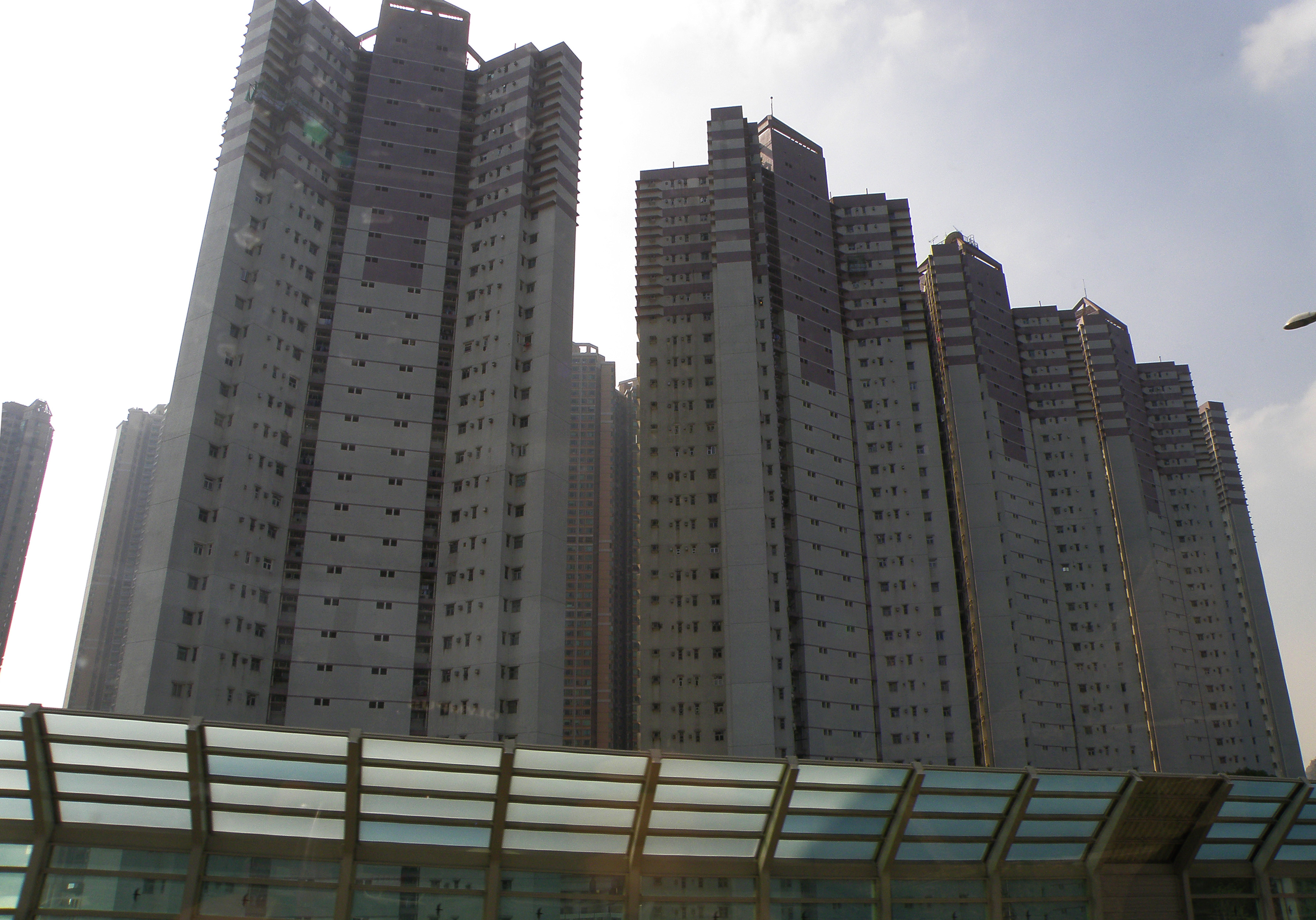
海韻花園北面

海韻花園（英語：Rhine Garden）是位於香港新界荃灣區深井一個私人住宅屋苑，是深井第四個落成的屋苑（首個是麗都花園，其次是海韻臺，第三是浪翠園第一期），共有5座樓宇，提供1,068個單位，由長江實業發展，於1989年10月開始興建，於1992年12月落成入伙，與鄰近同一發展商興建的海韻臺同步興建。海韻花園是深井區唯一非臨海的屋苑，為加強私隱度，屋苑鑽石型客飯廳設計，部份房間亦設有三角形的窗台。

## 屋苑簡介
- 新界荃灣青山公路深井段38號
- 海韻花園設有私人住客會所及平台花園供屋苑居民使用，設有兩層停車場。
- 屋苑初期的管理公司為發展商旗下的高衛物業管理，但由於管理質素欠佳，曾於2001年改為新昌管理集團管理，直到2016年5月改為瑞安物業管理（2021年更名為泓建物業管理）至今。 （页面存档备份，存于）

### 前身
- 深井於1960至1980年代曾經是一個工業區，1980年代工廠紛紛遷上內地，海韻花園前身是紗廠及生力啤酒廠員工宿舍。

### 樓宇
| 樓宇名稱 | 樓宇類型                   | 落成年份 |
| -------- | -------------------------- | -------- |
| 第一座   | 單向設計大廈（鑽石廳設計） | 1992年   |
| 第二座   | 單向設計大廈（鑽石廳設計） | 1992年   |
| 第三座   | 單向設計大廈（鑽石廳設計） | 1992年   |
| 第四座   | 單向設計大廈（鑽石廳設計） | 1992年   |
| 第五座   | 單向設計大廈（鑽石廳設計） | 1992年   |

### 樓宇外型
- 由於海韻花園背後貼近屯門公路，噪音問題嚴重。（ （页面存档备份，存于）的圖片為海韻花園背面&屯門公路）
- 面向屯門公路的窗戶均是A及F室的飯廳、廚房及廁所。
- 面向屯門公路（噪音來源）為樓宇的背面，樓宇外型為單向設計；此設計方法是將「非噪音敏感地帶」（如：廚房及浴室）安放在此部份（房委會的單向設計康和型大廈亦參照本屋苑及同區大興花園2期第4~6、10、11座，兩者都是將「兩旁2個單位」與「最接近噪音來源兩旁的2個單位」相交形成銳角）。

### 屋苑及單位資料
- 第一座（2-36樓）；第三座（1-35樓）；第二、四、五座（1-36樓）
- 第一座基座為栢基海韻幼稚園 （页面存档备份，存于）
- 第五座基座為栢基海韻國際幼兒園
- 每層有6個單位（A-F）
- 建築面積由791至859呎，實用面積由630至716呎，只提供三房連套房單位。
- 以實用面積計，屋苑最大的單位是建築面積846呎（實用面積716呎）的特色單位，僅於第1座的E室及第5座的B室提供，有別於建築面積859呎（實用面積710呎）的單位，兩者分別是846呎的單位的尾房及主人套房均沒有窗台，但窗戶就比859呎的單位為細。
- B,C,D,E客廳及飯廳間隔屬鑽石型，房間間隔四正；而A及F單位客廳及飯廳間隔屬曲尺型，房間間隔四正
- 單位面積：C，D單位（建:791呎、實630呎），A,F單位（建:832呎、實681呎），B，E單位（建:859呎、實710呎）
- 平台設有兩部升降機連接屋苑地面停車場及一樓停車場，可從地面停車場通道到達屋苑商場及部份設有停車場內出入口的地下商鋪
- 屋苑邨巴上下車站位於停車場內近停車場出入口的位置
- 屋苑後期於第五座附近加建行人天橋連接青山公路及碧堤半島商場碧堤坊對出位置

### 會所
- 海韻花園會所設於屋苑第一座旁，命名為【海韻花園俱樂部】。雖然會所面積不大，但仍是九十年代時深井各屋苑會所中較具規模和最多設施。
- 會所設施包括：健身室、室外游泳池、桑拿室、燒烤場、羽毛球場、乒乓球室、壁球室、閱讀室、功能室、舞蹈室，附有網球場設於第五座外。
- 由於鄰近的單幢式屋苑海韻臺不設私人會所，但由於兩個屋苑都是由同一個發展商興建及管理公司管理，為了善用資源，海韻花園的會所及其他所有設施都是海韻花園和海韻臺的住戶共同的，只需出示屋苑的住戶證便可使用。

## 商場
海韻花園地面設有海韻商場。2005年，置富產業信託收購海韻商場。2011年7月，海韻商場改名為海韻大道。
主要商鋪：
- 圓玄學院荃灣西長者鄰舍中心
- 中國銀行
- 匯豐銀行提款機
- 嘉韻軒（前身：海韻酒樓） (已結業)
- 阿翁深井燒鵝大王 (深井) （页面存档备份，存于）
- 麥當勞
- Fusion by PARKnSHOP（前身為百佳超級廣場）
- 佳寶超級市場
- 7-11便利店
- 醫療及牙科診所

另有五金店、美容院、補習中心、長者護老中心、地產代理分行等，可算深井各商場中有較多不同種類商鋪的商場。

## 外部連結
- 長江集團 （页面存档备份，存于）

1. ↑  .   [2016-11-29]. （原始内容存档于2016-10-02）.
2. ↑  .   [2016-11-29]. （原始内容存档于2017-02-02）.
3. ↑  .   [2016-11-29]. （原始内容存档于2016-12-29）.
4. ↑  .   [2016-11-29]. （原始内容存档于2017-01-28）.
5. ↑  銅鑼灣波斯富街→屯門及元朗 的存檔，存档日期2016-10-02.